# Горки (городской округ Мытищи)
Горки — деревня в городском округе Мытищи Московской области России. Население — 33 чел. (2010).

## География
Расположена на севере Московской области, в юго-западной части Мытищинского района, примерно в 13 км к западу от центра города Мытищи и 5 км от Московской кольцевой автодороги, рядом с Дмитровским шоссе А104 и городом Долгопрудным. Западнее деревни проходит линия Савёловского направления Московской железной дороги.
В деревне 4 улицы — Луговая, Подводников, Тепличная и Центральная, 2 тупика — Виноградный 1-й, Виноградный 2-й и 1 переулок — Внутренний. Ближайшие сельские населённые пункты — село Виноградово и деревня Грибки, ближайшая станция — платформа Долгопрудная.

## Население
| 1852 | 1859 | 1890 | 1899 | 1926 | 2002 | 2010 |
| ---- | ---- | ---- | ---- | ---- | ---- | ---- |
| 43   | ↗65  | ↘33  | ↗62  | ↗111 | ↘50  | ↘33  |

## История
В середине XIX века деревня относилась к 4-му стану Московского уезда Московской губернии и принадлежала статскому советнику Ивану Ивановичу Бенкендорфу и поручику Александру Ивановичу Бенкендорфу, в деревне было 6 дворов, крестьян 23 души мужского пола, 20 душ женского.
В «Списке населённых мест» 1862 года — владельческая деревня Московского уезда по правую сторону Дмитровского тракта (из Москвы в Калязин), в 18 верстах от губернского города и 17 верстах от становой квартиры, при пруде, с 7 дворами и 65 жителями (26 мужчин, 39 женщин).
По данным на 1899 год — деревня Троицкой волости Московского уезда с 62 жителями.
В 1913 году — 12 дворов и земское училище.
По материалам Всесоюзной переписи населения 1926 года — деревня Виноградовского сельсовета Коммунистической волости Московского уезда в 1 км от Дмитровского шоссе и 2 км от станции Долгопрудная Савёловской железной дороги, проживало 111 жителей (45 мужчин, 66 женщин), насчитывалось 19 хозяйств, из которых 18 крестьянских.
С 1929 года — населённый пункт в составе Коммунистического района Московского округа Московской области. Постановлением ЦИК и СНК от 23 июля 1930 года округа как административно-территориальные единицы были ликвидированы.
Административная принадлежность
1929—1935 гг. — деревня Виноградовского сельсовета Коммунистического района.
1935—1939, 1960—1963, 1965—1994 гг. — деревня Виноградовского сельсовета Мытищинского района.
1939—1959 гг. — деревня Виноградовского сельсовета Краснополянского района.
1959—1960 гг. — деревня Виноградовского сельсовета Химкинского района.
1963—1965 гг. — деревня Виноградовского сельсовета Мытищинского укрупнённого сельского района.
1994—2006 гг. — деревня Виноградовского сельского округа Мытищинского района.
2006—2015 гг. — деревня городского поселения Мытищи Мытищинского района.